# Leinhof

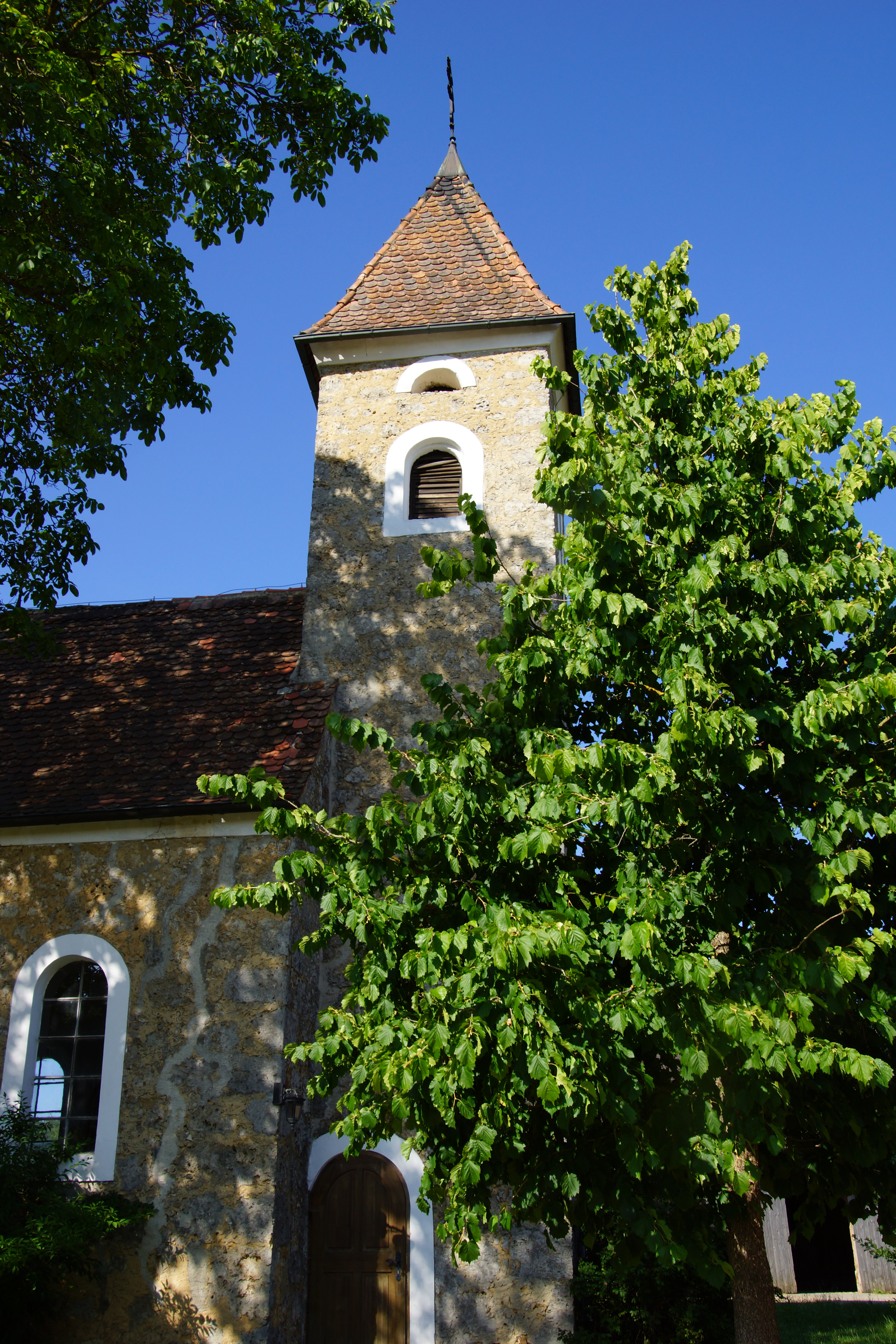
Filialkirche Herz Mariä in Leinhof (2013)

Leinhof ist ein Gemeindeteil von Birgland im Oberpfälzer Landkreis Amberg-Sulzbach in Bayern.
Der Weiler liegt im südöstlichen Bereich der Gemeinde Birgland. Westlich verläuft die Staatsstraße 2164, nördlich verlaufen die Kreisstraße AS 3 und die A 6.

## Sehenswürdigkeiten
In der Liste der Baudenkmäler in Birgland ist für Leinhof ein Baudenkmal aufgeführt:
- Die katholische Filialkirche Herz Mariä ist ein Saalbau. Der Steinquaderbau mit Satteldach, Apsis, Turm mit Zeltdach und Rundbogenfenstern stammt aus dem Jahr 1925.